# Santa Filomena do Maranhão
Santa Filomena do Maranhão – miasto i gmina w Brazylii, w Regionie Północno-Wschodnim, w stanie Maranhão.  
Ma powierzchnię 602,34 km². Według danych ze spisu ludności w 2010 roku gmina liczyła 7061 mieszkańców, a gęstość zaludnienia wynosiła 11,72 osób/km². Dane szacunkowe z 2019 roku podają liczbę 7773 mieszkańców. 
Santa Filomena do Maranhão graniczy od północy, zachodu i południa z gminą Tuntum, a od wschodu z Presidente Dutra i São Domingos do Maranhão.
W 2017 roku produkt krajowy brutto per capita wyniósł 6135,39 reali brazylijskich.
Gminę utworzono w 1994 roku, wcześniej tereny te administracyjnie były przynależne do gminy Tuntum.